# Thomas Brenneck
Thomas « Tom » Brenneck (né en 1981) est un guitariste et producteur américain, connu pour son travail avec le Menahan Street Band (dont il est le fondateur) et en tant que musicien de session, souvent pour les artistes du label Daptone Records,. 
Il a fondé le label Dunham, une division de Daptone Records. Ce label s'est notamment illustré avec la production des trois albums de Charles Bradley : No Time for Dreaming, Victim of Love et Changes.
Il a également joué de la guitare pour Amy Winehouse, sur l'album Back to Black. Il est l'un des musiciens qui ont participé à Telepathy de Christina Aguilera et Nile Rodgers.